# Файтлович, Яков
Яков (Жак) Файтлович (ивр. יעקב פייטלוביץ'‎, фр. Jacques Faitlovich; 11 февраля 1881 или 15 февраля 1881, Лодзь, Петроковская губерния — 15 октября 1955, Тель-Авив) — востоковед, антрополог, лингвист, путешественник.

## Биография
Еврей-ашкенази. Высшее образование получил в Париже, изучал языки Эфиопии в Сорбонне, где учился, между прочим, у Жозефа Галеви.
В 1904—1905 годах, на средства барона Эдмона де Ротшильда, отправился в глубь Абиссинии. Во время своего первого путешествия 18 месяцев жил среди эфиопских евреев, изучая их верования и обычаи.
Результаты экспедиции были изложены им в отчёте «Notes d’un voyage chez les Fallachas (Juifs d’Abyssinie), rapport, présenté à М. le Baron Edmond de Rotschild par Jacques Faitlovitch» (Париж, 1905).
Привёз с собою нескольких фалаша в Европу для подготовки из них будущих законоучителей (они воспитывались в École Normale в Отейле, недалеко от Парижа, а потом в Colleggio Rabbinico Italiano во Флоренции). В 1908 году предпринял новое путешествие в Абиссинию, результаты которого изложены в «Quer durch Abissinien» (Берлин, 1911). В 1913 году был занят устройством семинарии в Эритрее для подготовки молодых фалаша к учительской деятельности у них на родине. В 1923 году открыл еврейскую школу в Аддис-Абебе.
С 1904 по 1946 год 11 раз ездил в Эфиопию.
Сионист, в 1930-х годах поселился в Тель-Авиве и имел связи с Ицхаком Бен-Цви и с ревизионистским движением. Завещал свою ценную библиотеку муниципалитету Тель-Авива, которая теперь находится в библиотеке Тель-Авивского университета.
Кроме того, Файтловичу принадлежат: «Thomara-Falassiyan» (Рим, 1908); «Proverbes Abyssins» и другие труды.